# Neolepton bonaerense
Neolepton bonaerense is een tweekleppigensoort uit de familie van de Neoleptonidae. De wetenschappelijke naam van de soort is voor het eerst geldig gepubliceerd in 2004 door Zelaya & Ituarte.